# Ed Walsh
Edward Augustine Walsh (Plains, 14 de maio de 1881 — Pompano Beach, 26 de maio de 1959) foi um jogador de beisebol da Major League Baseball atuando na posição de arremessador. Ele detém o recorde de menor ERA, 1.82.
Nascico em Plains Township na Pensilvânia, Walsh teve uma carreira curta mas marcante na MLB. Ele estreou na liga em 1904 pelo Chicago White Sox e arremessou como titular numa temporada inteira em 1906, conseguindo 17 vitórias e 13 derrotas com um ERA de 1.88 e 171 strikeouts. Dessa temporada até 1912, Walsh conseguiu 24 vitórias, 220 strikeouts com um ERA abaixo de 2.00 cinco vezes. Ele também liderou a liga em saves cinco vezes. Sua melhor temporada veio em 1908 quando ele conseguiu 40 vitórias e apenas 15 derrotas com 269 strikeouts, 6 saves e um ERA de 1.42. Em 1910, ele conseguiu o menos ERA (1.27) de um pitcher que teve pelomenos 20 jogos como titular numa temporada com um retrospecto negativo com mais derrotas do que vitórias.

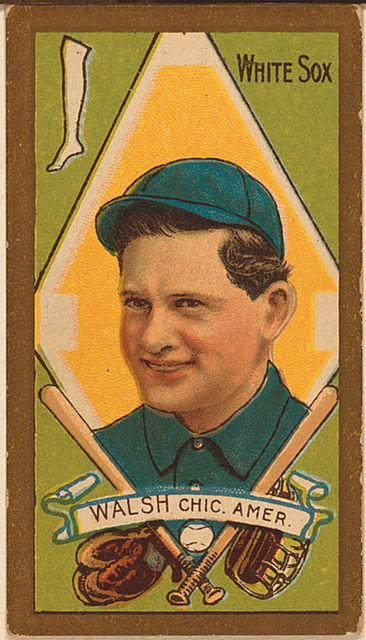
Ed Walsh em uma figurinha, 1910.

Em 1910, o White Sox inaugurou o White Sox Park, que logo seria chamado Comiskey Park pela imprensa em honra ao ex-dono do time, Charles Comiskey. O nome seria oficialmente mudado para Comiskey Park em 1913. Diz a lenda que Zachary Taylor Davis, arquiteto-chefe das obras, e mais tarde arquiteto do Wrigley Field, teria consultado Walsh para determinar as dimensões do campo. Ele teria escolhido dimensões que favorecessem o White Sox e seus pitchers, mais do que os rebatedores, e Walsh não fez só do Comiskey Park um "estádio para pitcher" durante seus 80 anos de história, mas pode-se até dizer que ele "construiu" o Comiskey Park.
Em 1912, depois de arremessar 42 innings em 10 dias durante a World Series, Walsh teria pedido um ano inteiro para descançar. Contudo, ele compareceu ao spring training na temproada seguinte, dizendo: "O White Sox precisava de mim; eles me imploraram pra retornar, então eu retornei". Como o historiador de beisebol William C. Kashatus observou, "Isso foi um grande erro".
As oportunidades de Walsh de jogar começaram a diminuir em 1913. Dizia-se que seu rendimento caia e que seu físico estava piorando consistentemente, em um nível bem superior ao dos demais jogadores do White Sox mas seu orgulho o forçava a tentar competir com os outros pitchers mais novos, o que acabou causando danos em seu braço. "Eu podia sentir os meus músculos se atrofiarem e gemerem durante os jogos, e parecia que meu braço ia se desfazer enquanto eu arremessava a bola", Walsh relembrou. "Meu braço me deixava arcodado noite adentro com uma dor incrivel que eu nunca tinha sentido antes". Ele arremessou em apenas 16 jogos durante a temproada de 1913 e conseguiu começar apenas 13 jogos nos próximos três anos.
Em 1916 seu braço estava acabado. Ele queria um ano para descançar, mas Charles Comiskey decidiu libera-lo. Ele tentou vontar com o Boston Braves em 1917, mas também foi dispensado, terminando sua carreira nas major leagues. Ele voltaria a arremessar na Eastern League e tentou até ser árbitro, e depois disso foi treinador do White Sox por algum tempo. Ele se aposentou com 195 vitórias e 126 derrotas, além de 1736 strikeouts. Seu ERA de 1.82 é o menor da major league, mas é um ERA não oficial já que a liga só começou a anotar as estatísticas de fato em 1913.
Walsh morreu em 26 de maio de 1959. Naquela noite, Harvey Haddix do Pittsburgh Pirates lançou um jogo perfeito por 12 innings antes de perder para o Milwaukee Braves no 13º inning.
Walsh foi introduzido no salão da fama do beisebol em 1946. Em 1999, ele foi ranqueado nº 82 pela The Sporting News na lista dos 100 Maiores Jogadores de Baseball e foi nomeado entre os melhores da Major League Baseball no All-Century Team ("Time do Século").

## Estatísticas e fatos da carreira

### Números
- Vitórias-derrotas: 195-126
- Earned run average: 1.82
- Strikeouts: 1 736

### Prêmios e honras
- Campeão da World Series de 1906
- Melhor ERA (1.82) na história da Major League
- Segundo melhor WHIP (1.00) na história da Major League
- Melhor ERA da American League: 1907, 1910
- Líder em vitórias na American League: 1908
- 4x líder em innings arremessados na American League
- 4 temporadas com pelo menos 20 vitórias
- 1 temporadas com pelo menos 40 vitórias
- 6 temporadas com ERA menos ou igual a 2.00